# L'uomo con l'ascia di New Orleans
L'uomo con l'ascia di New Orleans (in inglese: The Axeman of New Orleans) è stato un assassino seriale statunitense non identitificato che agì a New Orleans, Louisiana e nelle comunità adiacenti da maggio 1918 ad ottobre 1919. Rapporti della stampa del tempo menzionarono i crimini come commessi nel 1911, ma studi recenti mettono in dubbio questi rapporti.

## Storia
Le vittime venivano aggredite con un'ascia, spesso appartenuta a loro stesse. Il tratto comune che connetteva tutti gli omicidi era la maniera nella quale vennero commessi i crimini. Nella maggior parte dei casi, veniva forzata la porta posteriore della casa e in seguito gli abitanti venivano colpiti con un'ascia o un rasoio. L'aggressore non rubava nulla dalle case delle sue vittime.
"L'uomo con l'ascia" prendeva di mira una varietà di vittime, la maggior parte delle quali erano italoamericani, portando molti a credere che i crimini potessero essere a sfondo razziale. I media sensazionalizzarono il numero delle vittime italoamericane, arrivando a sospettare il coinvolgimento della Mafia, nonostante l'insufficienza di prove. Alcuni esperti della criminalità suggerirono che i delitti potessero essere a sfondo sessuale e che l'assassino fosse un sadico alla ricerca di vittime femminili. I criminologi Collin e Damon Wilson ipotizzarono che l'assassino uccidesse vittime di sesso maschile solo quando gli impedivano di uccidere le donne, poiché in alcuni casi veniva uccisa la donna ma non l'uomo. Una teoria meno probabile è che l'assassino abbia commesso gli omicidi tentando di pubblicizzare la musica jazz poiché, in una sua famosa lettera dichiarò che avrebbe risparmiato la vita di quelli che suonavano il jazz nelle loro case.
"L'uomo con l'ascia" non venne mai catturato o identificato e i suoi crimini cessarono misteriosamente come erano iniziati. L'identità dell'assassino rimase sconosciuta sebbene siano state prospettate varie possibili identificazioni più o meno plausibili. Il 13 marzo 1919, fu pubblicata sui giornali una lettera presumibilmente inviata da "l'uomo con l'ascia", in cui l'autore dichiarava che avrebbe ucciso di nuovo un quarto dopo la mezzanotte del 19 marzo 1919, ma avrebbe risparmiato gente che si sarebbe trovata in luoghi dove si suonava il jazz. Quella notte le sale da ballo di New Orleans registrarono il tutto esaurito e non furono commessi omicidi.
Non tutti si lasciarono impaurire dal proclama de "l'uomo con l'ascia": alcuni cittadini ben armati inviarono al giornale inviti a visitare le loro case quella notte per vedere chi moriva prima. In uno degli inviti l'autore promise di lasciare una finestra aperta all'assassino, chiedendogli cortesemente di non danneggiare la porta.

## Vittime
- Joseph Maggio e sua moglie Catherine Maggio, uccisi mentre dormivano il 22 maggio 1918.
- Louis Besumer e Harriet Lowe, aggrediti il 27 giugno 1918. Lowe morì in ospedale il 5 agosto.
- Mrs. Schneider, donna di 28 anni all'ottavo mese di gravidanza, fu aggredita il 5 agosto 1918 e diede alla luce una sana bambina due giorni dopo.
- Joseph Romano, un uomo anziano, aggredito il 10 agosto 1918, morì due giorni dopo.
- Carlo Cortimiglia, sua moglie Rosie Cortimiglia e la loro figlia di due anni Mary Cortimiglia, vennero aggrediti il 10 marzo 1919 mentre dormivano. La bambina morì a causa delle ferite.
- Steve Boca, un droghiere, colpito nella sua camera da letto mentre dormiva il 10 agosto 1919.
- Sarah Laumann, donna di 19 anni, venne aggredita la notte del 3 settembre 1919. Recuperò dopo l'aggressione, ma non riuscì a ricordare nessun dettaglio.
- Mike Pepitone, ucciso la notte del 27 ottobre 1919.

## Nella cultura di massa

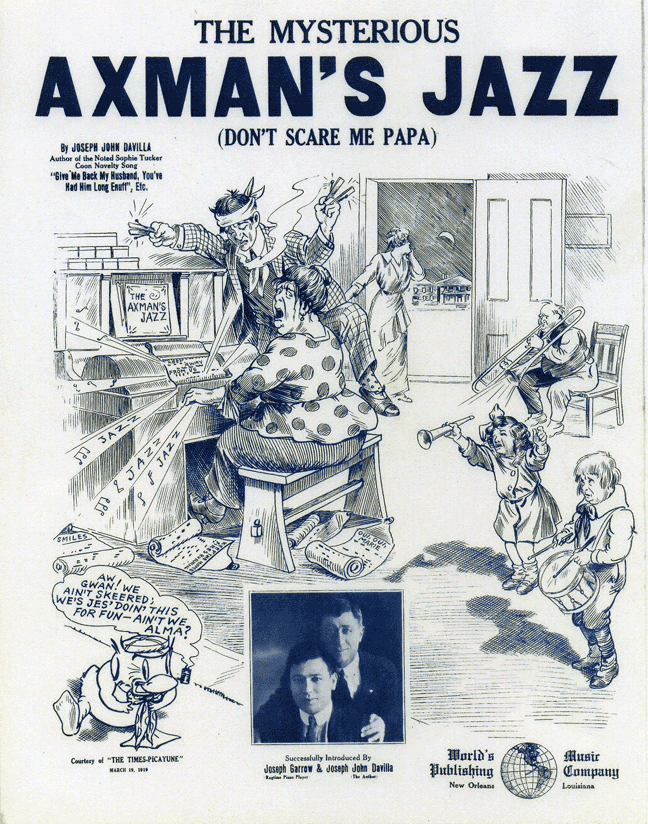
Copertina dello spartito della canzone The Mysterious Axman's Jazz (Don't Scare Me Papa)

- Nel 1919 Joseph John Davilla, un compositore locale, scrisse la canzone The Mysterious Axman's Jazz (Don't Scare Me Papa). Sulla copertina era rappresentata una famiglia dalle facce spaventate, mentre suonava.
- Il libro Gumbo Ya-Ya, A Collection of Louisiana Folk Tales include un capitolo sull'Axeman chiamato "Axeman's Jazz", che parla degli omicidi. Il libro riproduce la copertina della canzone del 1919.
- La scrittrice Julie Smith ha utilizzato una versione romanzata degli eventi nel suo libro The Axeman Jazz, pubblicato nel 1991.
- Le uccisioni dell'Axeman sono anche riferite nel racconto di Poppy Z. Brite Mussolini and the Axeman's Jazz, pubblicato nel 1997.
- Il gruppo musicale rock australiano Beasts of Bourbon ha pubblicato un album intitolato The Axeman's Jazz nel 1984.
- Nel romanzo Cavie di Chuck Palahniuk del 2005, è menzionato l'Axeman.
- L'uomo con l'ascia è uno dei personaggi della terza stagione della serie TV American Horror Story, interpretato da Danny Huston.
- Viene citato, assieme al Killer dello Zodiaco e al Fantasma di Texarkana, nella puntata 2x04 della serie TV Riverdale (Chapter Seventeen: The Town That Dreaded Sundown / Capitolo diciassette: La città che aveva paura), equiparandolo all'immaginario killer che terrorizza la cittadina teatro delle vicende: lo "Psicopatico di Riverdale", o "Black Hood".
- Nella serie animata per adulti "Hazbin Hotel", il personaggio di Alastor presenta diverse somiglianze con l'Axeman, un conduttore radiofonico e serial killer noto per i suoi crimini. Tuttavia, la creatrice della serie ha chiarito che si tratta di una pura coincidenza e ha specificato di non essersi ispirata al killer reale nella creazione del personaggio.[senza fonte]